# Sylwester Porowski
Sylwester Andrzej Porowski (ur. 7 kwietnia 1938 w Bierzynie) – polski fizyk, profesor nauk fizycznych, specjalista w zakresie fizyki ciała stałego oraz fizyki wysokich ciśnień, były dyrektor Instytutu Wysokich Ciśnień PAN.

## Życiorys
W 1960 ukończył studia z zakresu fizyki na Uniwersytecie Warszawskim. Stopnie naukowe doktora i doktora habilitowanego uzyskiwał w Instytucie Fizyki Polskiej Akademii Nauk (odpowiednio w 1965 i 1972). W 1978 otrzymał tytuł profesora nauk fizycznych.
W 1964 stanął na czele Laboratorium Ciśnieniowych Badań Półprzewodników Instytutu Fizyki PAN. Od 1972 do 2010 kierował Laboratorium Fizyki i Technologii Wysokich Ciśnień „Unipress” PAN, które powstało na bazie poprzedniej jednostki, a w 2004 zostało przekształcone w Instytut Wysokich Ciśnień PAN. Sylwester Porowski został potem wicedyrektorem tej instytucji. Pracował także m.in. na UW, uzyskał członkostwo m.in. w Polskim Towarzystwie Fizycznym. Opublikował około 400 artykułów naukowych.
Zespół pod jego kierownictwem 12 grudnia 2001 publicznie przedstawił niebieski laser półprzewodnikowy. Podstawą do stworzenia nowego źródła światła stały się monokryształy azotku galu. Otrzymał za nią w 2002 nagrodę przyznawaną przez prezydenta RP. W 2013 za opracowanie wysokociśnieniowej metody otrzymywania monokryształu azotku galu został natomiast wyróżniony Nagrodą Fundacji na rzecz Nauki Polskiej. W tym samym roku otrzymał nagrodę Czochralski Award, przyznawaną przez European Materials Research Society
W 1989 wystąpił w filmie dokumentalnym Struktura człowieka, filmowej biografii Krzysztofa Zanussiego. Jest współzałożycielem Stowarzyszenia Promowania Myślenia Obywatelskiego. Laureat Nagrody Pojednania (2013), przyznawanej przez Kapitułę Pojednania Polsko-Ukraińskiego.

## Odznaczenia
W 2011 odznaczony przez prezydenta Bronisława Komorowskiego Krzyżem Oficerskim Orderu Odrodzenia Polski. W 2019 prezydent Andrzej Duda nadał mu Krzyż Wielki tego orderu.